# Кверфурт
Кверфурт (на немски: Querfurt) е град в Саксония-Анхалт, Германия, с 11 065 жители (31 декември 2014). Намира се западно от Хале на Зале и 18 km западно от Мерзебург.
За пръв път е споменат между 881 и 899 година.
- Замък
- Улица в Стария град